# Новосергіївка (Баштанська міська громада)
Новосе́ргіївка — село в Україні, у Баштанській міській громаді Баштанського району Миколаївської області. Населення становить 469 осіб.

## Історія
Під час організованого радянською владою Голодомору 1932—1933 років померло щонайменше 109 жителів села.

## Населення
Згідно з переписом УРСР 1989 року чисельність наявного населення села становила 497 осіб, з яких 228 чоловіків та 269 жінок.
За переписом населення України 2001 року в селі мешкало 469 осіб.

### Мова
Розподіл населення за рідною мовою за даними перепису 2001 року:
| Мова       | Відсоток |
| ---------- | -------- |
| українська | 92,75 %  |
| російська  | 3,62 %   |
| білоруська | 0,43 %   |
| молдовська | 0,43 %   |
| болгарська | 0,21 %   |
| вірменська | 0,21 %   |
| інші       | 2,35 %   |